# Xitou, Anhui
Xitou är en köping i östra Kina. Den ligger i She härad i staden Huangshan i provinsen Anhui, omkring 240 kilometer sydost om provinshuvudstaden Hefei. Antalet invånare är 13 220. Befolkningen består av 6 105 kvinnor och 7 115 män. Barn under 15 år utgör 13,0 %, vuxna 15-64 år 72 %, och äldre över 65 år 14,0 %.